# Bombardier ITINO
A Bombardier ITINO kiviteltől függően két- vagy háromrészes (ITINO D2, illetve ITINO D3 típusjelzésű), 140 km/h legnagyobb sebességű dízel-hidraulikus motorvonat. Mindegyik változatát, egy-egy a két szélső kocsirészben (tagban) elhelyezett gépcsoport hajtja. A szerelvények gyártása a Berlin melletti Hennigsdorfban történik.

## Története
Az ITINO-t az Adtranz fejlesztette ki azzal céllal hogy a kínálatában Regio-Shuttle motorkocsit nagyobb és teljesítőképesebb járműtípussal egészítse ki. Még az első példány elkészülte előtt az Adtranzot 2001-ben a Bombardier Transportation vette át. Míg a kartelljogi döntések értelmében Regio-Shuttle gyártási jogát Stadler Rail-nek kellett átadni, addig az ITINO a Bombardiernél maradt. Ebben a helyzetben az ITINO belső konkurenciát jelentett a már régebb óta Bombardier-tulajdonú Talent-típuscsaládnak. Ennek a helyzetnek köszönhető, hogy a regionális forgalmú motorvonatok amúgyis túlzsúfolt piacán az ITINO motorvonatokból eddig mindössze 40 db-ot (23 járművet Németországban és 17 db-ot Svédországban) értékesítettek, míg versenytársaikat tízszeres nagyságrendben állítják elő.

## Felépítése
A járművek jó menetkomfortot és a jó motorizáltságnak köszönhetően igen kedvező gyorsítóképességgel rendelkeznek. Ezáltal az ITINO fővonalakon, villamos hajtású vonatok között is bevethető. Minden kocsirész (tag) saját klímaberendezéssel ellátott. Ezek működéséhez 2 db, a dízelmotorok által meghajtott generátor biztosítja az energiát.
A járműbe az alacsony padlós építési módnak köszönhetően kényelmes és kerekesszékes utasok által könnyen lehetséges a beszállás a kétrészes változatnál oldalanként két-két, a háromrészeseknél három-három db kétszárnyú villamos hajtású lengő-tolóajtón keresztül. Egyedül a vonat két, vezetőállásos végénél található szakasz (melyek alatt a gépcsoportok helyezkednek el) megközelítéséhez szükséges lépcső. A zárt rendszerű WC-ket ugyancsak igénybe vehetik kerekesszékesek is. A beszállóterekben emelőliftek elhelyezésére is lehetőség van, ezt eddig az egykori prototípus járműnél alkalmazták, mely jelenleg az EIB tulajdona. Az oldalfalakhoz rögzített (Cantilever) ülések a német Franz Kiel GmbH & Co. KG termékei.

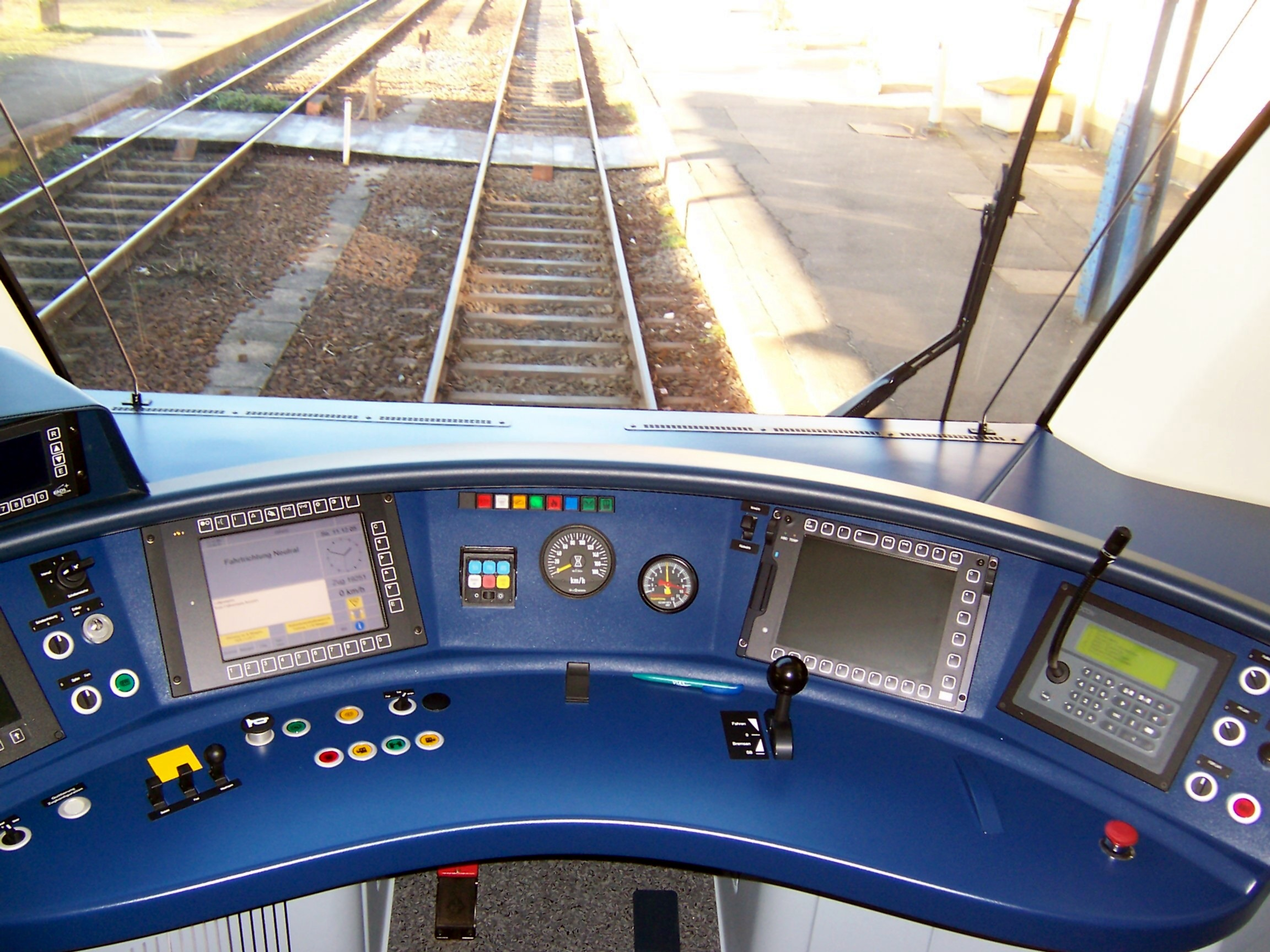
Vezetőállás

A vezetőállásokból a beszállóajtókat eredetileg nem visszapillantó tükrökből, hanem két külső kamerán keresztül lehet figyelni, melyek képe egy monitoron jelenik meg. A svéd vevő kérésére azonban külön kibillenthető visszapillantó tükröket is beépítettek. A Rhein-Main-Verkehrsverbund (RMV) által az Odenwaldbahn részére megrendelt 22 (plusz a 2007-ben megrendelt további 4) járművet belső video-figyelőrendszerrel is ellátták.
Több más járművel szemben az ITINO-k a korszerű közúti villamosokhoz hasonlóan egyetlen menet-fék karral irányítható. A járművezérlés a Bombardier MITRAC rendszere szerinti
Az ITINO korszerű, Knorr-gyártmányú elektropneumatikus fékrendszerrel rendelkezik, melyet egy, a Voith T 212 bre típusú hajtóművébe épített hidraulikus fék (retarder) egészít ki. Az alkalmazott úgynevezett blending-fékkoncepció szerint a fékszámítógép a különböző fékberendezések fékerőszükségletét a szükséges fékteljesítmény alapján kombinálja, melynek során először a kopásmentes féket használja ki és csak a többletigény mértékéig működteti a légféket.

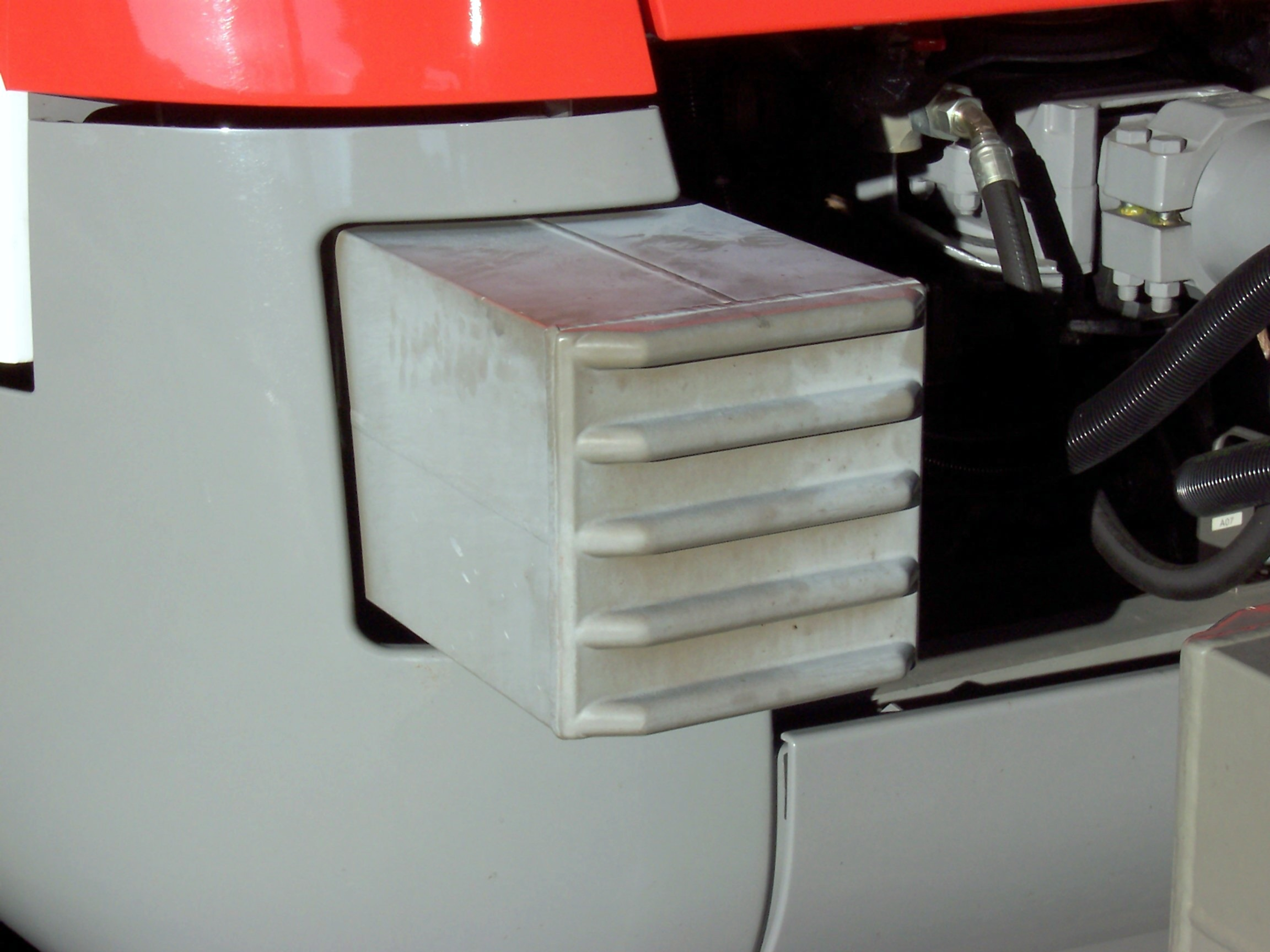
Törőelem

Az ITINO jellegzetessége még az újszerű ütközési koncepció, melyet az erfurti prototípus óta továbbfejlesztettek és így megfelel a TSI 1 és TSI 2 normáknak. A Scharfenberg rendszerű ütköző-vonókészüléken kívül a szögletes, ütközőszerű törőelemek energiaemésztő anyagokból állnak. Ezek több más megoldással együtt a közúti járműveknél szokásos ütközőzónákhoz hasonlóan viselkednek. A rendszer egy svéd mozdonnyal szemben már élesben is "bemutatkozott".
A kocsiszekrény alumíniumprofilokból készült, míg a járműhomlokok anyaga a manapság szokásos módon üvegszálerősítéses műanyag. Az ablakkeretek a Regio-Shuttle-lel azonos módon ferdén futnak le, itt azonban ennek statikai szerepe már nincs.
A forgóvázak a Bombardier siegeni üzeméből származnak, mindkét változat H alakú kerettel, acéllemezekből hegesztett dobozszerkezettel készült. A primer rugózás csavarrugós, a szekunder rugózást légrugók biztosítják.

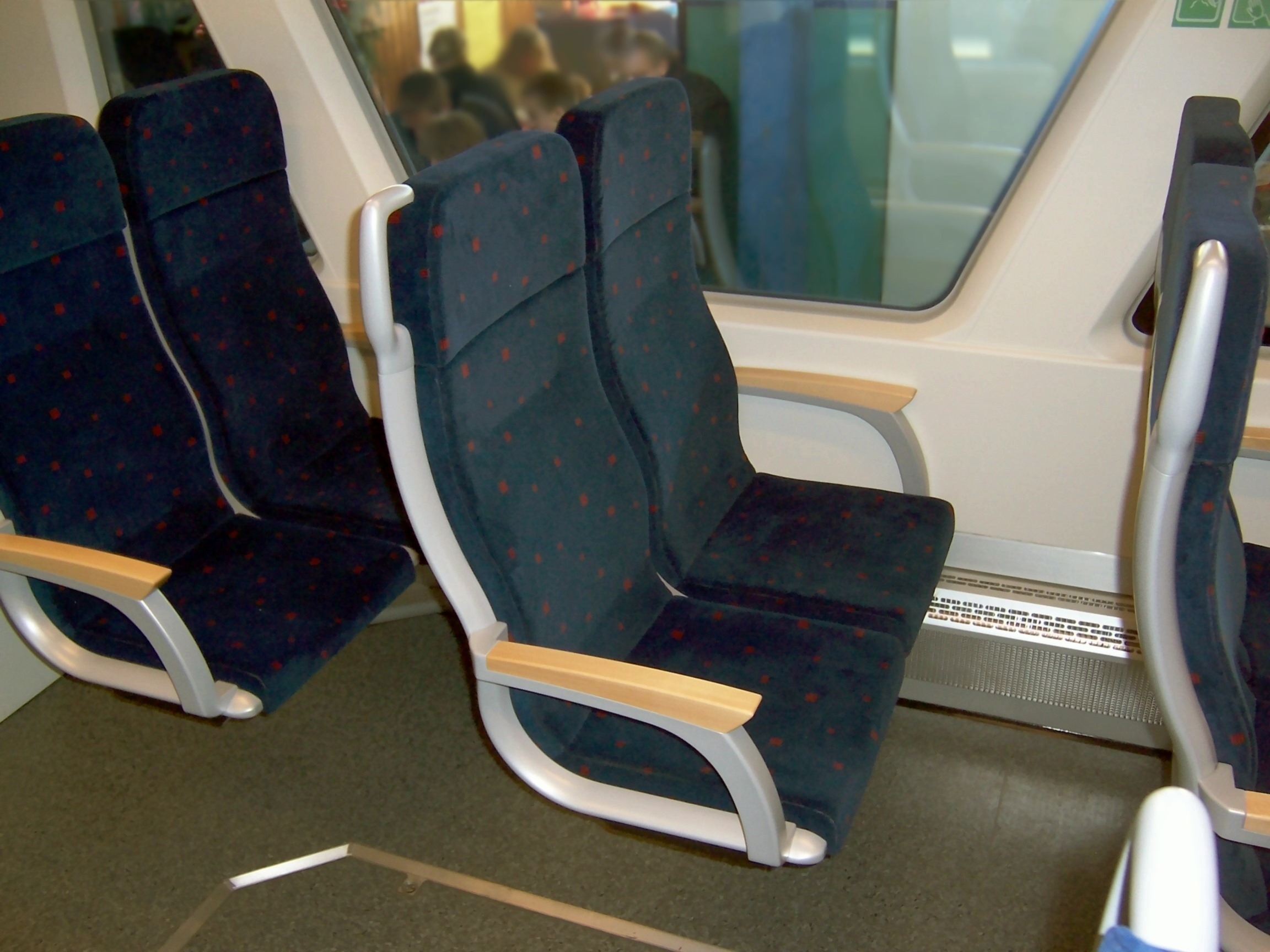
Az ITINO 2. osztályú ülései

A svéd járművek közül a kétrészesek sorozatjele Y31, a háromrészeseké Y32. Pályaszámaik: 1401–1405 és 1412–1416 (Y31), illetve 1406–1411 (Y32). A Németországban közlekedő társaikkal szemben ezeket a járműveket a fokozott téli üzem követelményeinek megfelelően alakították ki, így például fűthetőek az üzemanyagtartályok és hókotróval vannak felszerelve. E járművek utastere is komfortosabb a beépített asztaloknak, a lehajtható kartámaszoknak és a laptopok részére kialakított villamos csatlakozásoknak köszönhetően.
A németországi járműveket a Bombardier számozási rendszerében IT D2.0.001 – IT D2.0.023 számokkal jelölik. A vasúttársaságok saját állományukban a VT 201 (EIB), illetve VT 101–122 (Odenwaldbahn, üzemeltető a VIAS GmbH).

## Üzeme

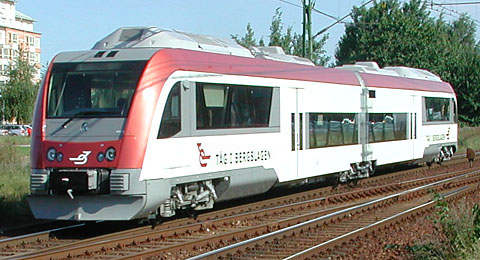
ITINO Svédországban

Habár az ITINO-t DB 613 sorozatként azonosítja, ilyen vonatok Németországban az Erfurter Bahn (EIB) Erfurt-Kassel és Erfurt–Ilmenau vonalain kívül csak az Odenwaldbahn Eberbach-Darmstadt/Frankfurt am Main, Wiebelsbach-Frankfurt am Main vonalain közlekednek. Az EIB-jármű egy prototípus, melyen az Odenwaldbahn részére tervezett jobban motorizált változatot próbálták ki.

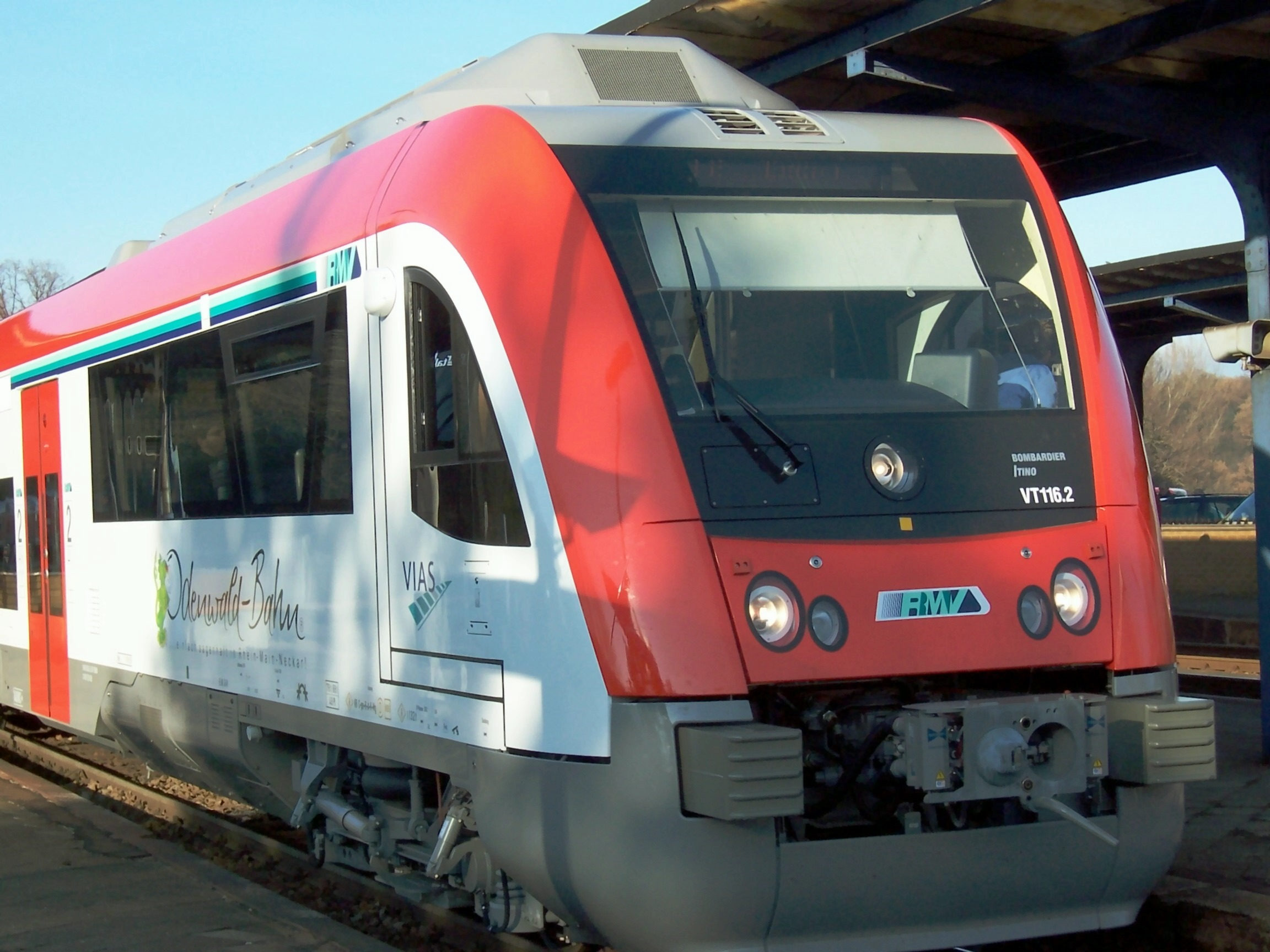
Odenwaldbahn ITINO-ja

Az Odenwalbahn korszerűsítése keretében a Fahrzeugmanagement Region Frankfurt Rhein/Main GmbH (fahma) 22 db kétrészes ITINO-t rendelt, melyeket 2005. augusztus 5. és november 22. között szállítottak le és 2005. december 11-én, a menetrendváltással álltak forgalomba. A kétrészes ITINO-k javított motorizáltsága lehetővé tette, hogy a menetrendet az eredetileg tervezett billenőszekrényes technológia nélkül megvalósíthassák.
12 további ITINO-vonatot (6-6 db két- és háromrészes) szállítottak Svédországba, ahol Nässjö környékén a JLT és a TiB társaságok színeiben közlekednek. 2006 elején további 5 vonatot szállítottak a skandináv országba.
Jelenleg tehát 40 vonat közlekedik a típusból. További három egységet rendelt meg az RMV az Obenwaldbahnra 2007 augusztusában.

## Üzemeltetők Európában
- Németország
  - Erfurter Bahn GmbH (EIB)
VT 201 (kétrészes)
  - VIAS GmbH (Odenwald-Bahn)
VT 110–VT 133 (kétrészes)
- Svédország
  - Krösatågen (a járművek tulajdonosa a Jönköpings länstrafik (JLT))
Y31 1402–1405, 1413 (kétrészes)
Y32 1406–1410 (háromrészes)
  - Västtrafik (VT) (Kinnekullebanan)
Y31 1412 (kétrészes)
Y32 1411 (háromrészes)
  - Värmlandstrafik AB (VTAB) (a járművek tulajdonosa a Merresor)
Y31 1414–1416 (kétrészes)
  - Tåg i Bergslagen (TiB)
Y31 1400–1401 (kétrészes)